# 長野県道478号湯田中停車場線
長野県道478号湯田中停車場線（ながのけんどう478ごう ゆだなかていしゃじょうせん）は、長野県下高井郡山ノ内町を走る一般県道。長野電鉄長野線の湯田中駅・夜間瀬駅間にほぼ並行する主要道路である。

## 概要

### 路線データ
- 起点：下高井郡山ノ内町平穏 長野電鉄長野線湯田中駅前（長野県道342号宮村湯田中停車場線接続）
- 終点：下高井郡山ノ内町夜間瀬 信号無交差点（国道403号接続）

## 通過する自治体
- 長野県
  - 下高井郡山ノ内町

## 経路および交差・接続する道路・鉄道路線
- 長野県下高井郡山ノ内町
  - 湯田中駅前（長野県道342号宮村湯田中停車場線）
  - 踏切（名称不明）（長野電鉄長野線）※計3回交差。
  - 信号無交差点（夜間瀬）（国道403号）

## 周辺の施設・地理
- 湯田中駅
- 山ノ内町地域福祉センター
- 山ノ内町役場
- 上条駅
- 夜間瀬川